# Vachères
Vachères é uma comuna francesa na região administrativa da Provença-Alpes-Costa Azul, no departamento dos Alpes da Alta Provença. Estende-se por uma área de 23,42 km². Em 2010 a comuna tinha 292 habitantes (densidade: 12,5 hab./km²).